# Lo straordinario mondo di Zoey
Lo straordinario mondo di Zoey (Zoey's Extraordinary Playlist) è una serie televisiva creata da Austin Winsberg per il network NBC.
In Italia è stata distribuita in esclusiva su RaiPlay.
Dopo solamente due stagioni, il 9 giugno 2021, la NBC annuncia che la serie è stata cancellata; però, lo studio Lions Gate Television, il 19 agosto 2021, ha annunciato che la serie si sarebbe conclusa con un film a tema natalizio, Lo straordinario Natale di Zoey, andato in onda il 1º dicembre 2021 negli Stati Uniti .

## Personaggi e interpreti

### Principali
- Zoey Clarke (stagioni 1-2), interpretata da Jane Levy, doppiata da Valentina Mari.
Una programmatrice che ha avuto una promozione. Durante una risonanza magnetica ascolta una playlist di canzoni scelta dal dottore. Quando ad un certo punto avviene un terremoto e l'intera playlist di canzoni viene scaricata nel suo cervello.
- Max (stagioni 1-2), interpretato da Skylar Astin, doppiato da Manuel Meli.
Collega di lavoro di Zoey che prova dei sentimenti per lei.
- Mo (stagioni 1-2), interpretato da Alex Newell, doppiato da Gabriele Patriarca.
Vicino di casa di Zoey e DJ. È genderfluid. La aiuterà a capire meglio i suoi poteri.
- Simon (stagioni 1-2), interpretato da John Clarence Stewart, doppiato da Daniele Raffaeli.
Nuovo impiegato al SPRQ Point che sviluppa un interesse per Zoey.
- Mitch Clarke (stagione 1, special guest star stagione 2), interpretato da Peter Gallagher, doppiato da Francesco Prando.
Padre di Zoey affetto da paralisi sopranucleare progressiva. Non può parlare ma può comunicare attraverso un computer.
- Maggie Clarke (stagioni 1-2), interpretata da Mary Steenburgen, doppiata da Cinzia De Carolis.
Madre di Zoey che si prende cura di suo marito Mitch.
- Joan (stagione 1, guest stagione 2), interpretata da Lauren Graham, doppiata da Antonella Baldini.
Capo di Zoey. Si trasferisce a Singapore all'inizio della seconda stagione lasciando il suo posto a Zoey. Nonostante sia un personaggio principale viene accreditata come Special guest star.
- David Clarke (ricorrente stagione 1, stagione 2), interpretato da Andrew Leeds, doppiato da Gabriele Lopez.
Fratello maggiore di Zoey e avvocato.
- Emily Kang (ricorrente stagione 1, stagione 2), interpretata da Alice Lee, doppiata da Francesca Manicone.
Moglie di David che aspetta un bambino da lui.
- Leif (riccorente stagione 1, stagione 2), interpretato da Michael Thomas Grant, doppiato da Stefano Broccoletti.
Collega di Zoey e suo principale rivale.
- Tobin (ricorrente stagione 1, stagione 2), interpretato da Kapil Talwalkar, doppiato da Daniele Giuliani.
Migliore amico di Leif che lavora nel team con Zoey.

### Ricorrenti
- Autumn (stagione 1), interpretata da Stephanie Styles, doppiata da Giulia Franceschetti.
Una barista che inizia ad uscire con Max.
- Jessica (stagione 1), interpretata da India de Beaufort, doppiata da Mattea Serpelloni.
Fidanzata di Simon nella prima stagione.
- Eddie (stagioni 1-2), interpretato da Patrick Ortiz.
Fidanzato di Mo e amico intimo di Jessica.
- Howie (stagioni 1-2), interpretato da Zak Orth, doppiato da Massimo Bitossi.
Badante di Mitch.
- Dr. Hamara (stagione 1), interpretato da Hiro Kanagawa.
Dottore di Mitch durante la sua malattia.
- George (stagione 2), interpretato da Harvey Guillén.
Nuovo programmatore alla SPRQ Point.
- Jenny Kang (stagione 2), interpretata da Jee Young Han.
Sorella di Emily.
- Aiden (stagione 2), interpretato da Felix Mallard.
- Padre di Max (stagione 2), interpretato da Chip Zien.
È il padre di Max.

### Guest star
- Charlie (stagione 1), interpretato da Justin Kirk, doppiato da Roberto Certomà.
- Danny Michael Davis (stagione 1 e 2), interpretato da Noah Weisberg.
- Ava Price (stagione 1), interpretata da Renée Elise Goldsberry, doppiata da Chiara Colizzi.
- Abigail (stagione 1), interpretata da Sandra Mae Frank.
- Deb (1x11, 2x9), interpretata da Bernadette Peters.

## Episodi
| Stagione         | Episodi | Prima TV USA | Prima TV Italia |
| ---------------- | ------- | ------------ | --------------- |
| Prima stagione   | 12      | 2020         | 2020            |
| Seconda stagione | 13      | 2021         | 2021            |

## Produzione
Il 12 gennaio 2019 è stato ordinato un episodio pilota che è stato scritto dallo stesso ideatore della serie. A febbraio vengono annunciati Jane Levy, Skylar Astin e Alex Newell come protagonisti della serie. A marzo si aggiunge al cast Carmen Cusack nel ruolo di Joan ma viene presto sostituita con Lauren Graham. Il 12 maggio viene ordinata la prima stagione. Le riprese della prima stagione sono iniziate il 3 settembre 2019 e sono terminate il 30 gennaio 2020.
L'11 giugno 2020 NBC ha rinnovato la serie per una seconda stagione, la cui messa in onda negli Stati Uniti è iniziata il 5 gennaio, mentre in Italia verrà rilasciata nella seconda metà nel 2021, sempre su Rai Play.

### Cancellazione e film natalizio
Il 9 giugno 2021, la NBC annuncia la cancellazione della serie
Il 20 agosto 2021 viene annunciato che la Lions Gate Television era in trattative per un film-sequel della serie, in modo da dare ai fan una degna conclusione allo show.
L'8 settembre 2021 è stato annunciato che il film, dal titolo Lo straordinario Natale di Zoey (Zoey's Extraordinary Christmas), le cui riprese inizieranno nello stesso mese a Vancouver, andrà in onda durante le festività di fine anno negli Stati Uniti sul canale Roku Channel, come film originale del canale. Se il film dovesse riscuotere abbastanza successo, non si esclude la possibilità di una terza stagione.

## Accoglienza
La serie è stata accolta positivamente dalla critica con una percentuale del 73% di gradimento. La performance di Jane Levy è stata particolarmente elogiata.
Nel 2020 la serie ha vinto il Primetime Emmy Awards per la coreografia.
Nel 2021, Jane Levy ha ricevuto la candidatura come Miglior attrice in una serie commedia o musicale ai Golden Globe.